# ケリチョ (カウンティ)
ケリチョ（スワヒリ語: Wilaya ya Kericho）は、ケニア西部の旧リフトバレー州中西部のカウンティ。中心都市・最大都市はケリチョ。面積は2454.5km2、2009年の人口は75万2396人、人口密度は306.5人/km2。

## 人口
- 2009年8月24日：75万2396人[2]

## 隣接カウンティ
- 北：ウアシン・ギシュ
- 北東：バリンゴ
- 東：ナクル
- 南：ボメット
- 南西：ニャミラ
- 西：ホマ・ベイ
- 西：キスム
- 北西：ナンディ

## 主要都市
- ケリチョ（英語版）：4万2029人（中心都市）

## 経済
茶の生産が盛んである。ユニリーバ紅茶ケニアやジェームズ・フィンレイ及びウィリアムソン茶等の巨大な茶製造会社がある。ケテパ・ブランドで知られる。ユニリーバ傘下のリプトンはケリチョにレインフォレスト・アライアンス認証茶園を所有する 。

## 指標
| カウンティ       | %    |
| ---------------- | ---- |
| 都市化率         | 28.3 |
| 識字率           | 79   |
| 15～18歳の就学率 | 79.7 |
| 舗装道路率       | 13.8 |
| 良好道路率       | 58.5 |
| 電力普及率       | 11.8 |
| 貧困率           | 44.2 |

 Source: USAid Kenya